# Winter Vinecki
Winter Vinecki (Grand Rapids (Michigan), 18 december 1998) is een Amerikaanse freestyleskiester. 

## Carrière
Bij haar wereldbekerdebuut, in januari 2017 in Lake Placid, scoorde Vinecki direct wereldbekerpunten. In januari 2019 behaalde ze in Lake Placid haar eerste toptienklassering in een wereldbekerwedstrijd. Op de wereldkampioenschappen freestyleskiën 2019 in Park City eindigde de Amerikaanse als achttiende op het onderdeel aerials. Op 23 januari 2021 boekte Vinecki in Moskou haar eerste wereldbekerzege.

## Resultaten

### Wereldkampioenschappen
| Jaar | Plaats    | Resultaten  |
| ---- | --------- | ----------- |
| 2019 | Park City | 18e Aerials |

### Wereldbeker
Eindklasseringen
| Seizoen   | Algm | AE  |
| --------- | ---- | --- |
| 2016/2017 | 119e | 25e |
| 2017/2018 | 222e | 40e |
| 2018/2019 | 35e  | 7e  |
| 2019/2020 | 53e  | 10e |

Wereldbekerzeges
| Datum           | Plaats | Onderdeel |
| --------------- | ------ | --------- |
| 23 januari 2021 | Moskou | Aerials   |